# Parc national (Algérie)

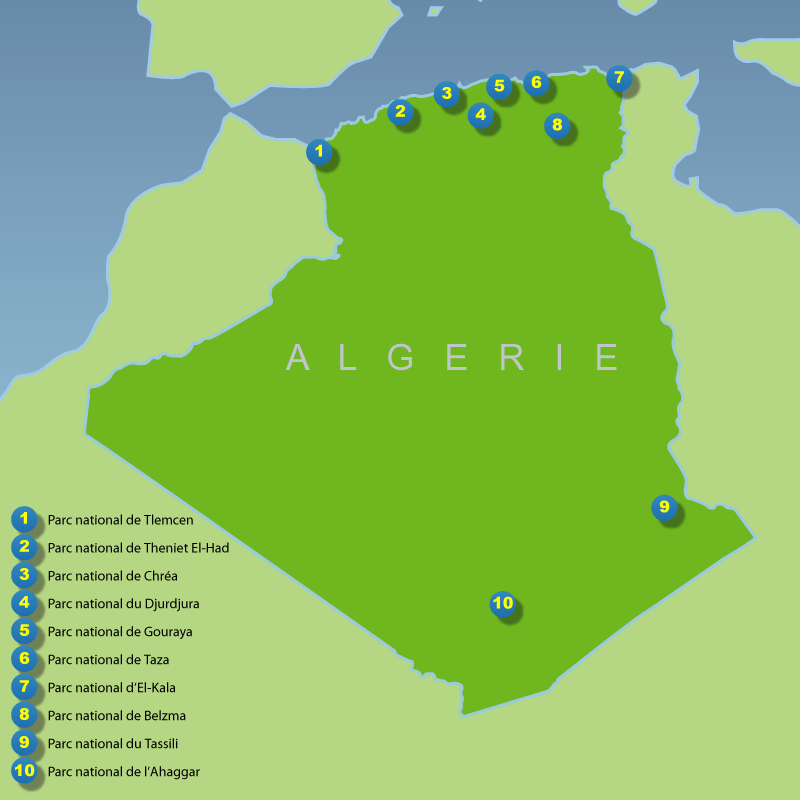
Carte des parcs nationaux d’Algérie

Les parcs nationaux d'Algérie ont été créés, sur la proposition du Service des Forêts, par un arrêté du gouverneur général du 17 février 1921 dans le but de protéger les forêts présentant un intérêt botanique en vue du développement touristique des territoires colonisés. Sur la base de cette ancienne réglementation, treize parcs furent créés totalisant 276 km2, à la suite de celui de la forêt de cèdres de Theniet El Had, sur 1 500 hectares initiaux, en 1929.
L'Algérie compte actuellement 11 parcs nationaux où non seulement faune et flore sont protégées, mais aussi les sites spéléologiques, à la suite de la modernisation de la réglementation antérieure par les décrets no 72-168 du 26 juillet 1972 (Tassili), pris en application de l'ordonnance no 67-281 du 20 décembre 1967 relative aux fouilles et à la protection des sites et monuments historiques et naturels, et no 83-458 et suivants du 23 juillet 1983 fixant le statut-type des parcs nationaux et portant sur plusieurs d'entre eux ; tandis que les décrets no 83-116 et suivants du 5 février 1983 avaient concerné les réserves de chasse de Djelfa, Mascara et Tlemcen.
Toute exploitation minière, pétrolière et énergétique ainsi que la chasse y sont strictement interdites.
Si dans la théorie, ces parcs sont protégés, dans les faits il en est tout autrement. Ainsi, le parc national d’El-Kala a été en partie détruit en raison de la construction de la nouvelle autoroute Est-Ouest algérienne. Il en est de même pour les autres parcs qui ne sont que peu entretenus et pas mis en valeur.
Les parcs nationaux d’Algérie sont très différents les uns des autres par leur climat ainsi que par les richesses naturelles qu'ils protègent.
Alors que le parc national d’El-Kala est situé à l’extrême nord du pays au climat doux méditerranéen, celui du Tassili est à l’extrême sud au climat saharien.
Le parc culturel du Tassili est classé patrimoine mondial par l’UNESCO depuis 1982.

## Liste des parcs nationaux d’Algérie

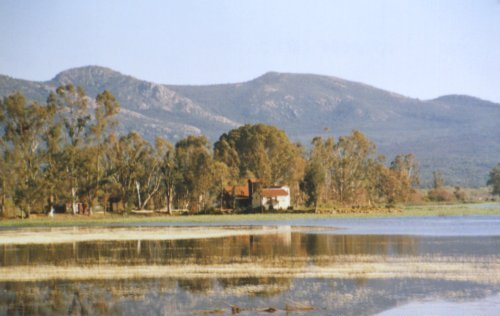
Parc national d'El-Kala, Algérie

| Parc national                                                        | Année de création | Superficie (km²) | Wilaya             | Catégorie IUCN | Identifiant |
| Parc culturel du Tassili (anciennement parc national du Tassili)     | 1972              | 138 000          | Illizi             | II             | 12352       |
| Parc national de Theniet El-Had                                      | 1983 (1929)       | 34,25            | Tissemsilt         | II             | 9739        |
| Parc national du Djurdjura                                           | 1983              | 185              | Tizi Ouzou, Bouira | II             | 4118        |
| Parc national de Chréa                                               | 1983              | 265,87           | Blida, Médéa       | II             | 9740        |
| Parc national d'El-Kala                                              | 1983              | 800              | El Tarf            | II             | 9741        |
| Parc national de Belezma                                             | 1984              | 262,5            | Batna              | II             | 9742        |
| Parc national de Gouraya                                             | 1984              | 32               | Béjaïa             | II             | 9747        |
| Parc national de Taza                                                | 1985              | 37,2             | Jijel              | II             | 9743        |
| Parc culturel de l'Ahaggar (anciennement parc national de l'Ahaggar) | 1987              | 633 887          | Tamanrasset        | II             | 23177       |
| Parc national de Tlemcen                                             | 1993              | 82,25            | Tlemcen            | II             | 101170      |
| Parc national de Djebel Aissa                                        | 2003              | 244              | Naâma              | II             | 72354       |

- Parc faisant partie d'une réserve de biosphère de l'Unesco

### Recherche forestière
- Institut national de recherche forestière (INRF)